# Freddy Eugen
Freddy Eugen (Copenhague, 4 de febrero de 1941 - 8 de junio de 2018) fue un ciclista danés, que fue profesional entre 1961 y 1969. Destacó sobre todo con el ciclismo en pista, donde consiguió 9 victorias en carreras de seis días y dos medallas en el Campeonato de Europa de madison. En ruta su principal éxito fue la victoria de etapa a la Vuelta a Suiza de 1963.

## Palmarés en pista
- 1961
  -  Campeón de Dinamarca de persecución
- 1963
  - 1º en los Seis días de Münster (con Palle Lykke)
- 1965
  - 1º en los Seis días de Münster (con Palle Lykke)
  - 1º en los Seis días de Montreal (con Leandro Faggin)
- 1966
  - 1º en los Seis días de Montreal (con Leandro Faggin)
- 1967
  - 1º en los Seis días de Zúrich (con Palle Lykke)
  - 1º en los Seis días de Montreal (con Palle Lykke)
  - 1º en los Seis días de Londres (con Palle Lykke)
  - 1º en los Seis días de Ámsterdam (con Palle Lykke)
- 1968
  - 1º en los Seis días de Berlín (con Palle Lykke)

## Palmarés en ruta
- 1963
  - Vencedor de una etapa en la Vuelta a Suiza